# Liparetrus minimus
Liparetrus minimus är en skalbaggsart som beskrevs av Britton 1980. Liparetrus minimus ingår i släktet Liparetrus och familjen Melolonthidae. Inga underarter finns listade i Catalogue of Life.